# Quercus schultzei
Quercus schottkyana — вид рослин з родини букових (Fagaceae), ендемік Мексики.

## Середовище проживання
Поширення: Мексика (Герреро).